# Materialextrusion

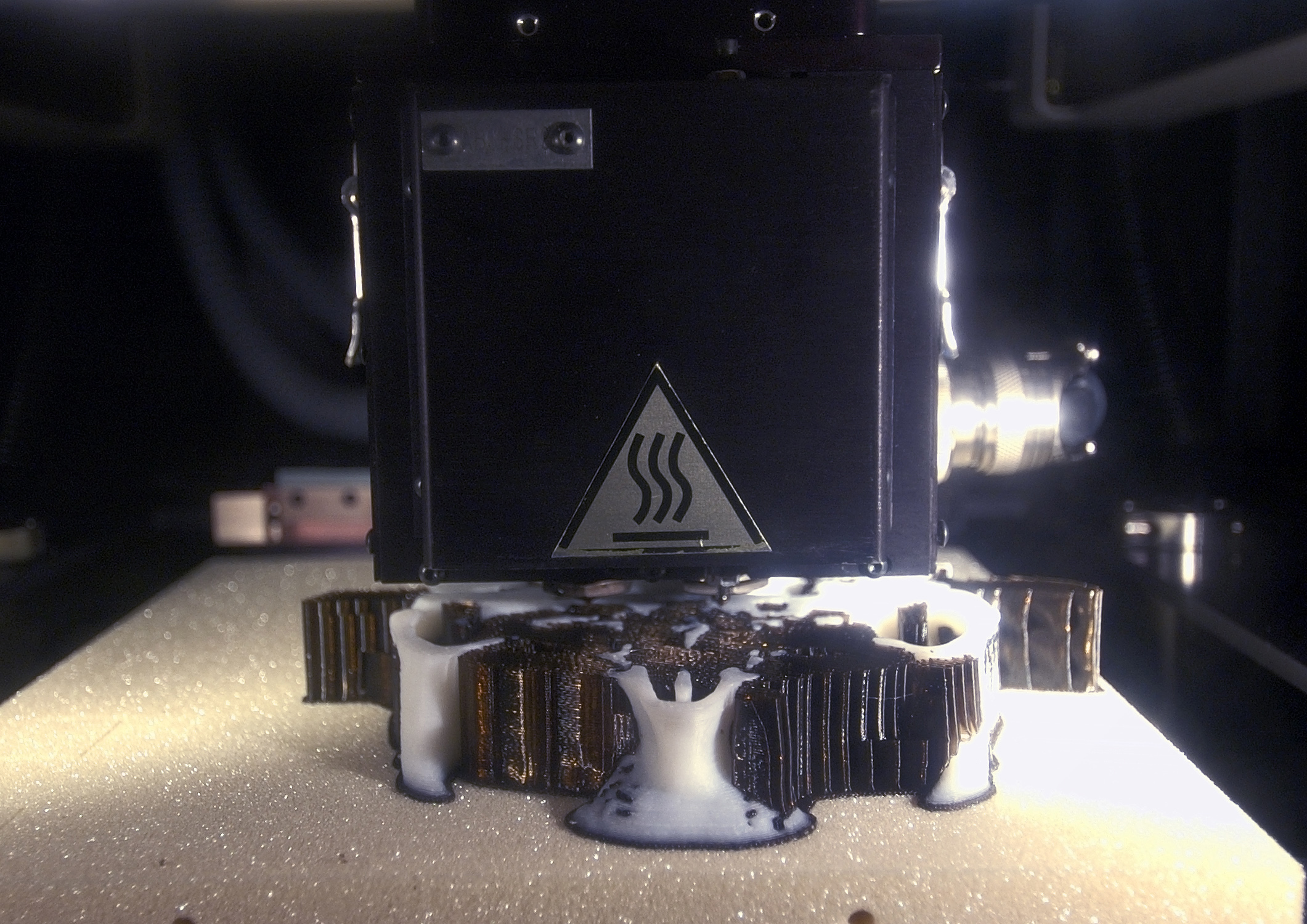
Das Fused Layer Modelling zählt zur Materialextrusion.

Die Materialextrusion ist eine Kategorie an Additiven Fertigungsverfahren gemäß der Norm DIN EN ISO 52900:2022-03. Bei den Additiven Fertigungsverfahren wird Material, in der Regel Schicht für Schicht, zusammengefügt um Werkstücke aus 3D-Modelldaten zu erzeugen. Zu den Verfahren dieser Kategorie zählen die Fertigungsprozesse, bei denen Material selektiv durch eine Düse oder Öffnung abgelegt wird.
Zu den verwendeten Werkstoffen zählen Kunststoff als Draht oder Granulat, Metall und Keramik pulverförmig gebunden in Kunststoffdraht, pastöse Dispersionen mit Metall, Keramik, Kunststoff, Glas oder pharmazeutische Stoffgemische und Beton. Die Energieeinbringung findet über unterschiedliche Wege statt, unter anderem durch Wärmeleitung im Extruder, durch Heißluftgebläse oder Infrarot-Strahlung zur Trocknung und anschließend durch UV-Strahlung zur Härtung oder durch chemische Reaktion.
Die Verfahren werden unterteilt in die Unterkategorien „Materialextrusion von Kunststoff-/Metall-/Kompositfilament“, „Materialextrusion von Kunststoffgranulat durch Bindung mittels thermischer Reaktion“ und „Materialextrusion von Kunststoff/Komposit durch Bindung mittels chemischer Reaktion“.

## Verfahren und Bezeichnungen

### Materialextrusion von Kunststoff-/ Metall-/ Komposit-Filament
Bei diesen Verfahren wird ein Filament aus Polymer, Metall oder Komposit aufgeschmolzen und durch ablegen eines Stranges die Bauteilschicht generiert. Hierunter fallen unter anderem Verfahren mit den folgenden Bezeichnungen:
- Fused Deposition Modelling (FDM)[2][4][5]
- Bound Metal Deposition (BMD)[6][7]
- Shaping-Debinding-Sintering (SDS)[8]
- Atomic Diffusion Additive Manufacturing (ADAM)[9]

### Materialextrusion von Kunststoffgranulat durch Bindung mittels thermischer Reaktion
Bei diesen Verfahren wird ein Granulat aus Polymer aufgeschmolzen und durch eine thermische Reaktion beim Ablegen  die Bauteilschicht generiert. Hierunter fallen unter anderem Verfahren mit den folgenden Bezeichnungen:
- Arburg Kunststoff-Freiformen / AKF[2]

### Materialextrusion von Kunststoff/Komposit durch Bindung mittels chemischer Reaktion
Bei diesen Verfahren wird ein Polymer in Form eines Stranges abgelegt und durch eine chemische Reaktion beim Ablegen die Bauteilschicht generiert. Hierunter fallen unter anderem Verfahren mit den folgenden Bezeichnungen:
- 3D-Siebdruck[2]
- Contour Crafting[10]